# Фосфен
Фосфен (од грчких речи phos - светлост и phainein  - показати) је феномен гледања светлости у виду различитих шара (тачке, мрље, шипке или хаотичне структуре безбојне или обојене светлости) или бљескова, без уласка светлости у око. Настају када затворимо очи или их отворимо у веома мрачној просторији.  
Фосфени се могу индуковати механичком, електричном или магнетном стимулацијом мрежњаче ока, визуелног кортекса, или насумичним активирањем ћелија у визуелном систему. Фосфени који су индуковани покретом или звуком могу бити повезани са оптичким неуритисом.
Фосфени се могу јавити и код медитаната  (када су звани nimitta), односно особа које су проводили дуге периоде без визуелне стимулације (затвореников биоскоп) или код оних који су користили психоделичне дроге.
Индукција фосфена се потенцијално може користити у помоћним уређајима за слепе. 
Анализа фосфена може бити корисна из практичних разлога, као што је подешавање фреквенције и интензитета стимулације транскранијалном наизменичном струјом (tACS) да би се елиминисала перцепција фосфена (нпр. tACS студије које користе  tACS групу и лажну групу) или, напротив, да би се максимизирала перцепција фосфена како би се што боље проучавала њихова динамика. На основу резултата истраживања ретинални надражаји изазвани tACS јављали су се на фреквенцијама од 6, 10, 20 и 40 Хз као веома ефикасан (92%) окидач фосфена. Испитаници су пријавили 41 врсту фосфена, који су зависили од фреквенције и интензитета tACS, док је значајан скуп атрибута фосфена (до 9 различитих атрибута) варирао са променом интензитета интензитета стимулације транскранијалном наизменичном струјом (tACS).

## Историја
Фосфени су били предмет бројних истраживања и експериментисања  многих познатих научника, уметника и филозофа, вековима уназад. На пример, Рене Декарт (француски филозоф, математичар и научник)   описао је фосфене као део својих медитативних пракси, док је Леонардо да Винчи експериментисао са изазивањем фосфена притиском на очи.

## Опште информације
Када затворимо очи, свет око нас нестаје, али наш ум, као људска способност мишљења, поимања, разумевања и умећа, не престаје да ствара слике из спољашњег света, јер мозак преузима контролу и започиње фасцинантан процес који резултује појавом разних тачкица, облика и боја. 
Готово да нема особе која није с времена на време видела плутајуће облике када затвори очи или доживљавала безопасне визуелне халуцинације затворених очију, које су резултат нормалног функционисања органа вида. Ове сентације које су назване фосфени су светлосни осећаји које људи доживљавају када заправо нема светлости или са затвореним очима. 
Око човека када је у мраку, ствара  веома слабе унутрашње сигнале који опонашају светлост. Њих генеришу промене у ћелијама у задњем делу очију. Мрље могу бити обојене јер ћелије у очима које детектују боју такође показују ову активност. Ови сигнали се преносе у мозак, а мозак их тумачи насумично - односно не зна да их није произвела стварна светлост, па у нама ствара заблуду да видимо обојена светла и шаре којих нема. То је нека врста илузије.
Фосфени могу настати спонтано или се могу индуковати вештачки:.
- Фосфени који се спонтано појављују могу се јавити у ситуацијама као што су мигрене,[8] дубока медитација[9] и интензивно емоционално искуство.[9]
- Вештачки индуковани фосфени су резултат механичке стимулације,[6] хемијске стимулације[10]  и електромагнетне стимулације мозга.[11][12]

## Нови биопсихофизички концепт феномена фосфена
Према новијим сазнањима визуелни осећај фосфена је последица унутрашње перцепције ултраслабе биолуминисцентне емисије фотона ћелија у визуелном систему. Другим речима, фосфени су биолуминисцентни биофотони у визуелном систему изазвани различитим стимулусима:
- механичким надражајем,

- електричним поњем,
- магнетним пољење,
- јонизујућим зрачењем,
- насумичном емисијом биолуминисцентним биофотонима на ћелије у визуелном путу.

Ова биофотонска емисија може постати свесна ако индукована или спонтана емисија биофотона ћелија у визуелном систему пређе одређени праг. Неуронска биофотонска комуникација може се десити и помоћу невизуелних неуронских опсина и природних фотосензитивних биомолекула. Према тумачењу ових истраживања у фосфени су у директној вези са функционалним улогама слободних радикала и ексцитираних биомолекула у живим ћелијама.

## Патологија
Иако се фосвени јављају претежно код здравих особа, они такође могу бити знак проблема са мрежњачом или последица јаког механичког трљања очију, или  јачег притискања очних јабучица. Према томе иако су фосфени физиолошка појава, важно је напоменути да се у неким случајевима могу појавити и као симптом одређених здравствених проблема, изазваних мигреном или повредом главе. У тим случајевима обрасци светлости могу да постану много уочљивији или се значајно дуже задржавају.
Фосфени такође могу бити повезани са:
- емоционалним факторима,
- конзумирањем дрога  или алкохола,
- стресом,
- грозницом,
- психотичним стањима.[14]